# Danielli Yuri
Danielli Yuri Barbosa (ur. 3 stycznia 1984) – brazylijska judoczka. Olimpijka z Pekinu 2008, gdzie zajęła osiemnaste miejsce w wadze półśredniej.
Uczestniczka mistrzostw świata w 2007 i 2009. Startowała w Pucharze Świata w latach 2007-2011. Wicemistrzyni igrzysk panamerykańskich w 2007. Srebrna medalistka mistrzostw panamerykańskich w 2008 i 2009 roku. 

## Letnie Igrzyska Olimpijskie 2008
| Konkurencja | Eliminacje            | Klas. końcowa |
| Konkurencja | Przeciwnik I          | Miejsce       |
| ----------- | --------------------- | ------------- |
| 63 kg       | Kong Ja-young (KOR) P | 18.           |